# 电磁发射管制

电磁发射管制的标志，中间有美国民防的标志

电磁发射管制（英語：CONELRAD，Control of Electromagnetic Radiation）是冷战期间美国为应对敌人攻击而设置的公众紧急广播系统。此系统有两项主要功能：避免苏联轰炸机利用美国无线电台或者电视台的信号作为无线电信标，以及向公众提供必要的民防信息。此项目1951年由美国总统哈利·S·杜鲁门建立。后来由于洲际弹道导弹的部署降低了敌人使用轰炸机袭击的可能性，该系统于1963年8月5日被紧急广播系统代替，最终于1997年被美国紧急报警系统取代。此系统及其后续系统均由美国联邦通信委员会管理。
与其继任者不同的是，电磁发射管制系统不会在恶劣天气或当地民事紧急情况下进行紧急广播。

## 历史

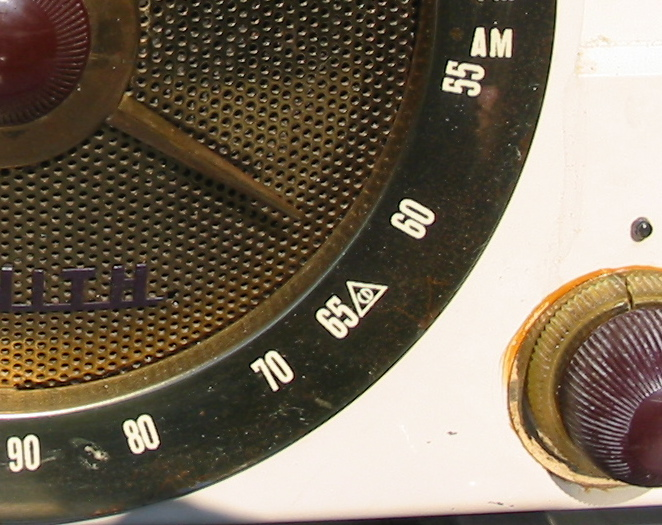
在640千赫和1240千赫标有民防标志（内嵌CD的白色三角形）的收音机，以方便听众迅速找到CONELRAD电台。

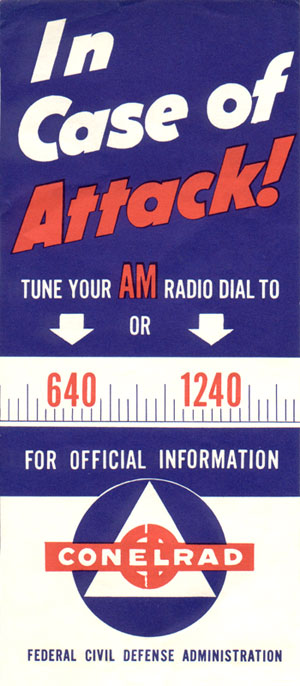
冷战时期的宣传海报：“一旦遭到攻击，将你的AM波段收音机调到640或1240以获得官方信息”

在1951年之前，美国政府没有合适的在紧急情况下向公民发出警报的手段。不过1941年12月7日日军袭击珍珠港时，各地广播电台中断了各自的正常节目并发出了紧急通告。另一案例是1948年首次成功预报廷克尔空军基地附近的龙卷风。这种广播可被视为电磁发射管制系统的先驱。
电磁发射管制系统最初的名称为“核心电台系统”。美国联邦通信委员会于1951年3月26日的工业技术会议上的文件中描述如下：
“美国联邦通信委员会研究小组所设想的紧急广播的主要为核心电台系统。这一系统将依靠连接防空控制中心（A.D.C.C.）和一些特定的“基本核心电台”专用有线电缆工作。在“基本核心电台”的控制台与“中继电台”间有另外的电缆连接。基本核心电台将从防空控制中心接收警报信号。一旦命令下达，这些基本核心电台在广播紧急信息的同时也会利用电话通知其下属的所有中继电台。”
电磁发射管制系统于1951年12月10日起正式投入运作，电磁发射管制系统向公众及下游站点发布警报信号的方法十分简单，一个工作循环如下：首先关闭5秒钟，随后再开启5秒钟（但并不播音），然后再关闭5秒钟，随后播送15秒钟的警报鸣响。核心电台直接接收上级的警报信号，其他电台则监听本地区指定电台的讯号。
在紧急情况下接收到警报讯号后，所有美国电视台和调频FM电台将停止广播，大部分中波AM电台也将停止播音。此刻仅余广播紧急信息的电台继续广播，所使用的频率仅为640或1240千赫。这些电台工作几分钟后就停止播音，其他电台将接替他们在相同频率播音，达到轮播的效果。这将迷惑那些采用无线电测向进行导航的敌机。根据美国法律的规定，1953年到1963年生产的收音机通常在相关刻度注有白色三角形（美国民防的标志）。
虽然电磁发射管制系统进行紧急广播的原理较为简单，但在实际使用中如在雷雨天很容易发出错误警报。频繁地开关发射机也会对设备造成损害。由于许多发射机在这种频繁开关后不能正常工作，这种广播也被人称作“紧急广播压力测试”。
自1957年1月2日起，美国的个人业余电台也开始遵守电磁发射管制。根据规定，正在播音的业余电台必须至少每隔十分钟检查一般的民用广播电台是否仍在正常播音，在未进行检查的情况下禁止业余电台播音。由此一些公司制造了能自动检查预设监听台的接收机，一旦监听台停止广播，接收机将鸣响警报并自动关闭业余电台。